# Pågatågen
Pågatågen is de naam van een regionaal treinnetwerk in de Zweedse provincie Skåne. Het netwerk is eigendom van de vervoersauthoriteit Skånetrafiken, de exploitatie is uitbesteed aan de Finse vervoerder VR Sverige. Het netwerk bedient 83 stations, waarvan 9 in het stedelijk gebied van Malmö (Malmö C, Triangeln, Hyllie, Svågertorp, Persborg, Rosengård, Östervärn, Burlöv en Oxie) en 6 in het stedelijk gebied van Helsingborg (Helsingborg C, Maria, Påarp, Ramlösa, Rydebäck en Ödåkra).
De naam Pågatågen is een porte-manteauwoord: Påg is een woord uit het Skåns dat 'jongen' betekent en wordt gebruikt om aan te geven dat de treinen lokaal/regionaal zijn, tåg is Zweeds voor trein. De volledige vloot bestaat uit paars gekleurde X61-treinstellen, die vernoemd zijn naar beroemde lokale personen (zowel echte als fictieve).

## Geschiedenis
Het lokale reizigersvervoer in Zweden werd van oudsher verzorgd door de Zweedse staatsspoorwegmaatschappij SJ, maar vanwege dreigende lijnsluitingen besloten twee gemeentelijke samenwerkingsverbanden in de regio tot het oprichten van een eigen treinmaatschappij. 
Pågatågen begon op 9 januari 1983 met de treindiensten. Bij de start reden treinen vanuit Malmö naar Lund, Landskrona, Teckomatorp en Helsingborg. De dienst werd uitgevoerd met bruine X7-treinstellen. Met de komst van de nieuwe paarse X11-treinstellen kregen de naam en het merk Pågatågen vorm. De lokale radiozender Radio Malmöhus had een naamwedstrijd uitgeschreven en een reeks mannelijke namen voor de serie gekozen, waarna de treinen ook de naam 'Pågatågen' kregen. De eerste Pågatåg, een X11-treinstel met de naam Bombi Bitt (vernoemd naar het personage geschreven door Fritiof Nilsson Piraten), werd op 9 januari 1983 in dienst genomen op het centraal station van Malmö.
In 1988 werd de verantwoordelijkheid voor Pågatågen overgedragen van de gemeentelijke samenwerkingsverbanden naar de provincie Malmöhus. Met de fusie van de provincies Malmöhus en Kristianstad tot Skåne werd de verantwoordelijkheid opnieuw overgedragen, aan de nieuwe vervoersauthoriteit Skånetrafiken. Het netwerk is sindsdien meermaals uitgebreid: in 1997 naar de voormalige provincie Kristianstad, in 1999 naar Ängelholm, in 2003 vanuit Ystad naar Tomelilla en Simrishamn en in 2007 naar Hässleholm en Kristianstad.
In de periode tussen 2010 en 2011 werd de treindienst geleidelijk overgeheveld naar de nieuwe citytunnel van Malmö. In december 2015 werd de grootste uitbreiding in de geschiedenis van Pågatågen doorgevoerd, met de opening van de Hallandsåstunnel op de Västkustbanan en twee nieuwe stations in Förslöv en Barkåkra, evenals de herintroductie van reizigerstreinen op de Kontinentalbanan naar Trelleborg na een afwezigheid van meer dan 40 jaar. In december 2018 werden enkele treindiensten vanaf stations ten noorden van het centraal station van Malmö uitgebreid met een ballonlusvormige route door de stad Malmö, via de citytunnel en de Kontinentalbanan door de binnenstad terug naar Malmö Central. Hierbij zijn twee nieuw gebouwde stations in Persborg en Rosengård geopend. 
De Pågatågen vierde op 9 januari 2023 zijn 40-jarig jubileum.

## Lijnen

Het Pågatågen-netwerk met ingang van december 2021, bestaande lijnen zijn met paars aangegeven en toekomstige lijnen in lichtpaars. Gestippelde lijnen zijn spitsdiensten.

Sinds januari 2024 bestaat het netwerk uit twaalf lijnen. Het netwerk bedient alle treinstations in Skåne en bedient daarnaast ook drie andere provincies, met drie stations in Blekinge län, twee stations in Hallands län en een station in Kronobergs län. 
| Lijn | Route | Aantal stations |
| ---- | --- | --------------- |
| 2    | Halmstad – Förslöv – Ängelholm – Helsingborg C – Ramlösa – Landskrona – Kävlinge – Lund – Malmö C – Hyllie | 26              |
| 3    | Helsingborg C – Teckomatorp – Eslöv – Lund C – Burlöv – Malmö C – Hyllie                                   | 14              |
| 4A   | Älmhult – Hässleholm – Höör – Eslöv – Lund C – Malmö C – Hyllie                                            | 17              |
| 4B   | Karlshamn – Kristianstad – Hässleholm – Höör – Eslöv – Lund C – Malmö C – Hyllie                           | 24              |
| 5    | Helsingborg C – Ramlösa – Åstorp – Hässleholm – Kristianstad                                               | 14              |
| 6A   | Lund C – Malmö C – Hyllie – Ystad – Simrishamn                                                             | 14              |
| 6B   | Ystad – Simrishamn                                                                                         | 7               |
| 7    | Markaryd – Hässleholm                                                                                      | 4               |
| 8    | Åstorp – Teckomatorp – Kävlinge – Lund C – Malmö C – Hyllie                                                | 12              |
| 9    | Helsingborg C – Ramlösa – Landskrona – Kävlinge – Lund – Malmö C – Hyllie – Ystad - Simrishamn             | 21              |
| 10   | Växjö – Alvesta – Osby – Hässleholm                                                                        | 11              |
| 11   | Kävlinge – Lomma – Malmö C – Triangeln – Hyllie – Persborg – Rosengård – Malmö C                           | 10              |

Hiernaast biedt lijn 12, die alleen tijdens de spits rijdt, elk uur een extra dienst van Malmö Central naar Åstorp, met enkele ritten die verder rijden naar naar Helsingborg. Lokale treinen vanuit het naburige Småland rijden ook binnen Skåne op de lijn Växjö–Älmhult–Hässleholm.

## Materieel

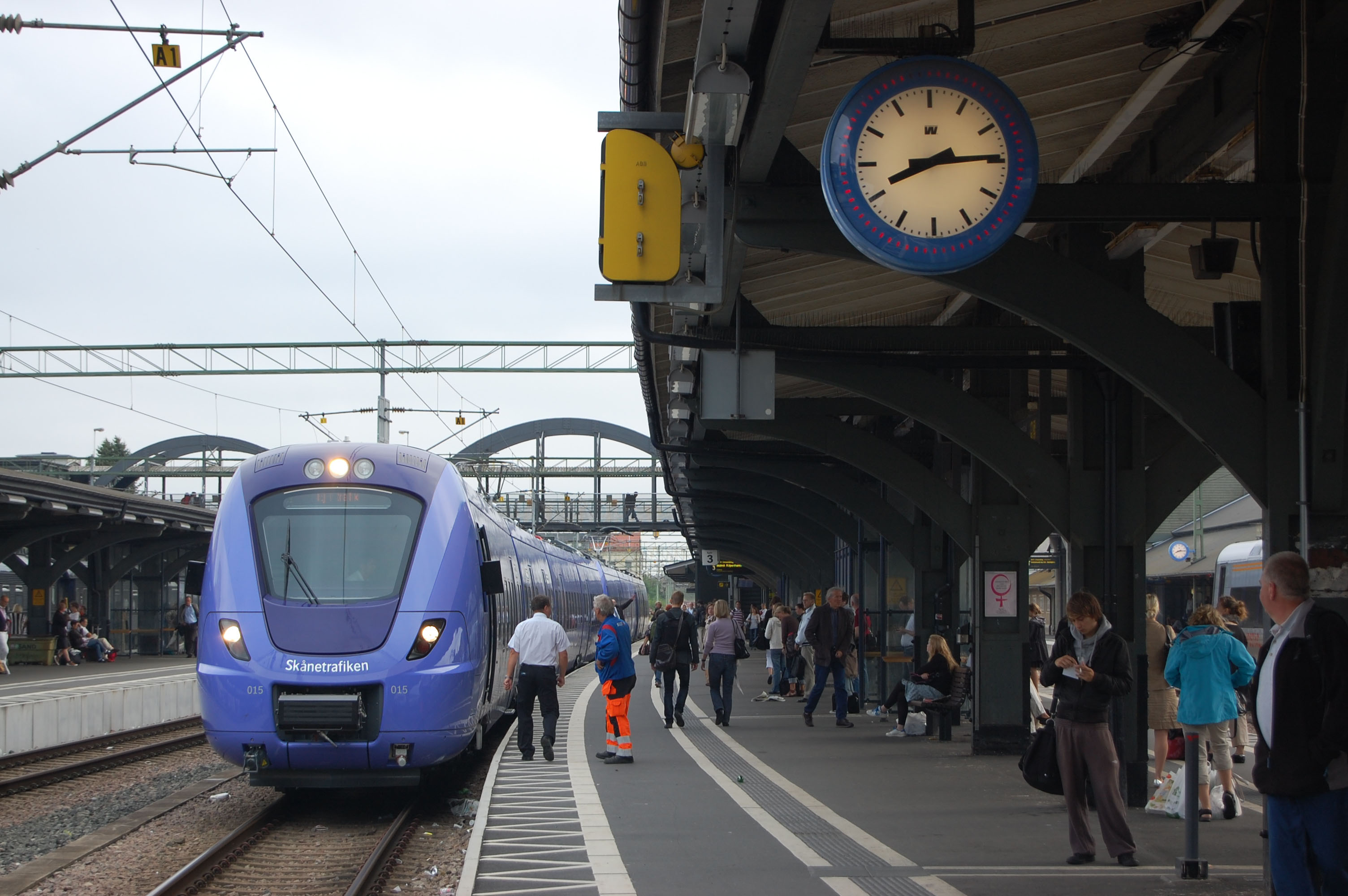
Een Pågatåg op Lund Centraal Station

Het materieel van Pågatågen bestond oorspronkelijk voornamelijk uit het type X11, behalve op de toen nog niet geëlektrificeerde lijn van Malmö naar Ystad waar tussen 1990 tot 1996 Y1-treinstellen werden ingezet. Naarmate het aantal reizigers groeide moesten andere treinstellen worden ingezet. Zo zijn in de jaren 2000 treinstellen van het type X52 ingezet die vanuit andere delen van Zweden gehuurd werden, evenals X31K-treinstellen die normaal gesproken werden gebruikt voor de Øresundståg naar Denemarken. 
Sinds 2010 wordt de X61 ingezet en vanaf 2013 worden alle treindiensten met dit type gereden. 